# Lichen Hills
Die Lichen Hills (englisch für Flechtenhügel) sind eine Hügelkette in Form einer Geländestufe im ostantarktischen Viktorialand. Sie ragen 3 km südlich der Caudal Hills am Westrand des Rennick-Gletschers auf.
Die Nordgruppe der New Zealand Geological Survey Antarctic Expedition (1962–1963) kartierte sie und benannte sie nach den hier gefundenen Flechten.

## Weblinks

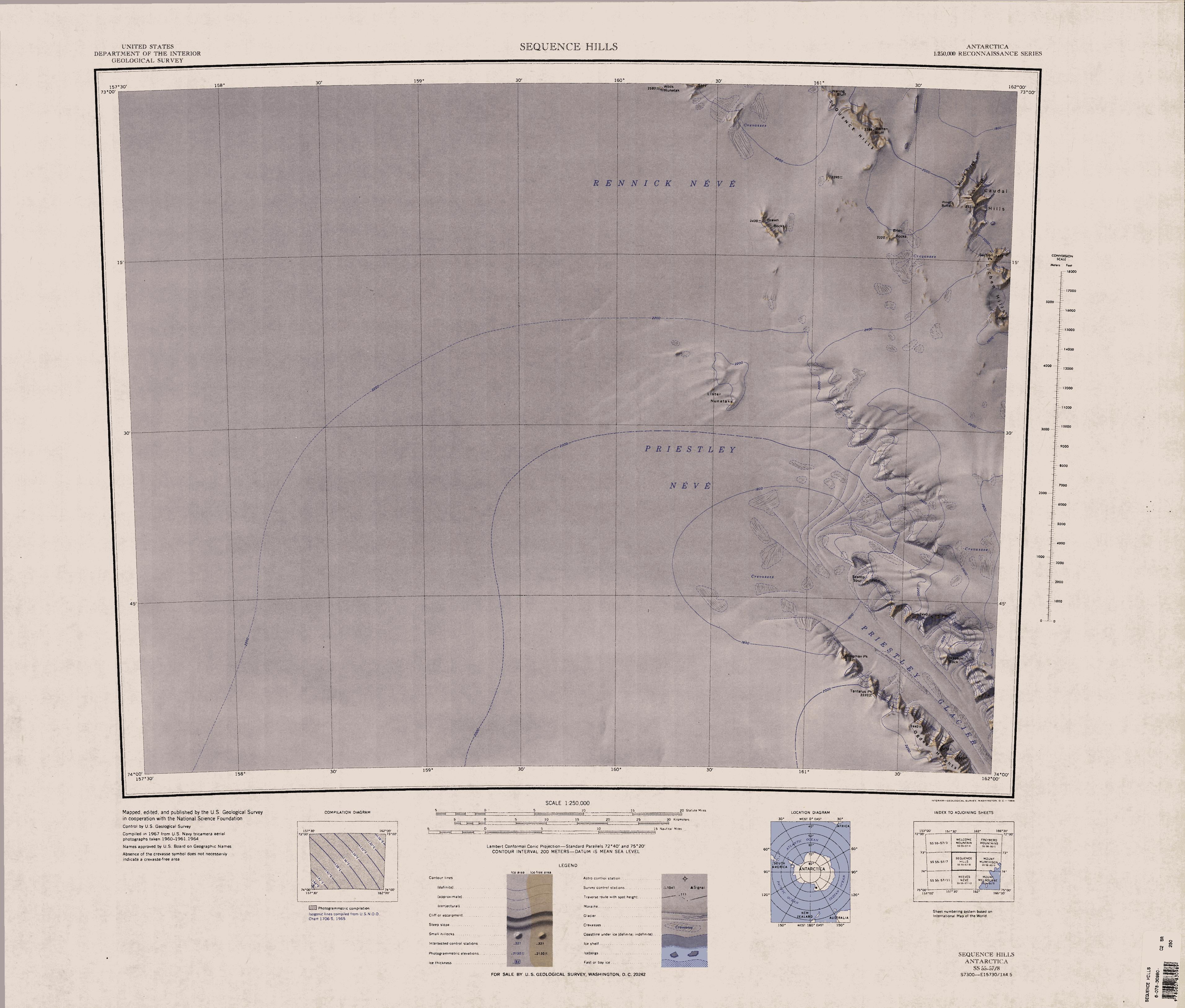
Lichen Hills am östlichen Kartenrand nördlich der Mitte
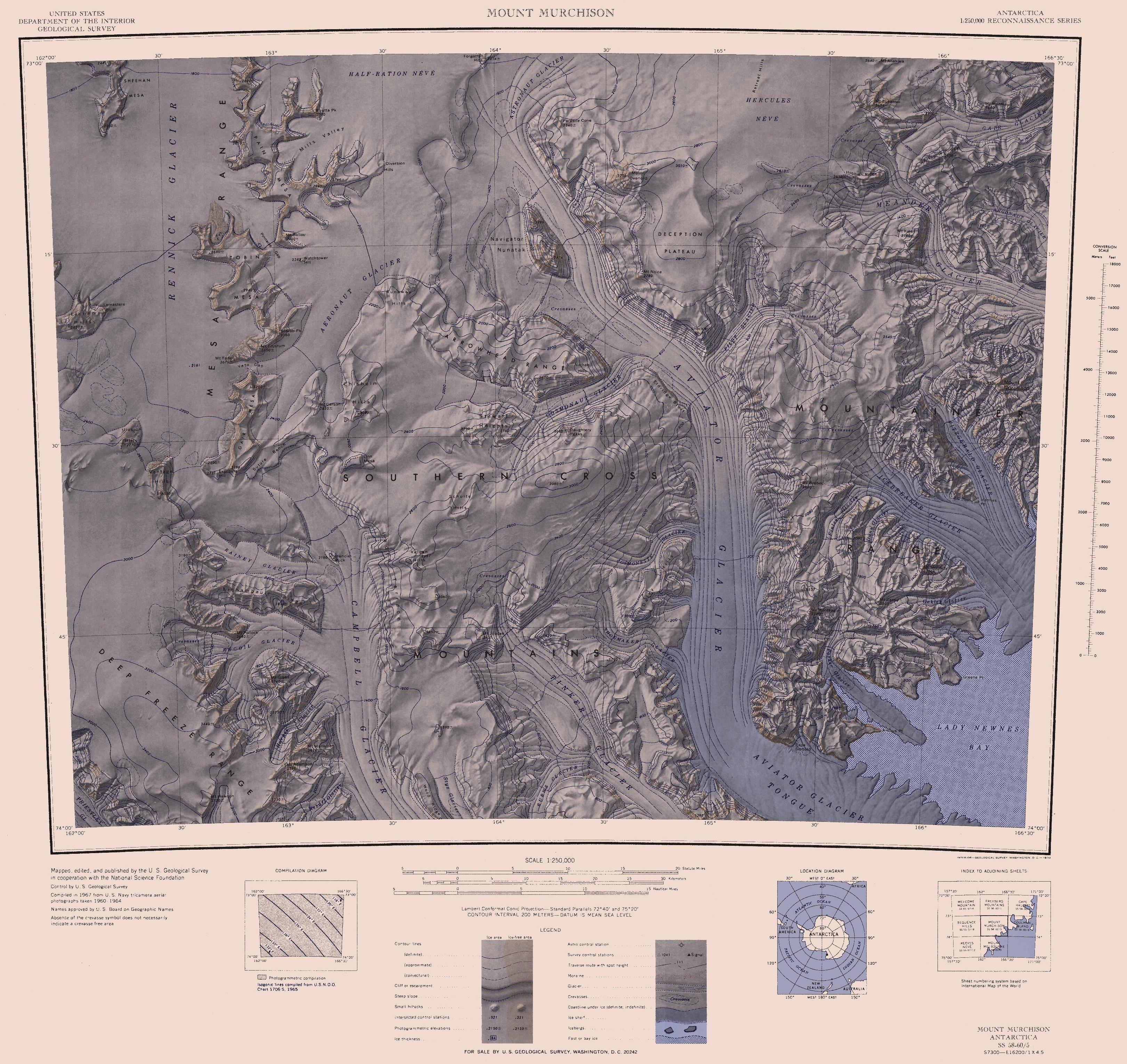
Lichen Hills am westlichen Kartenrand nördlich der Mitte